# Dolina Szeroka Bielska

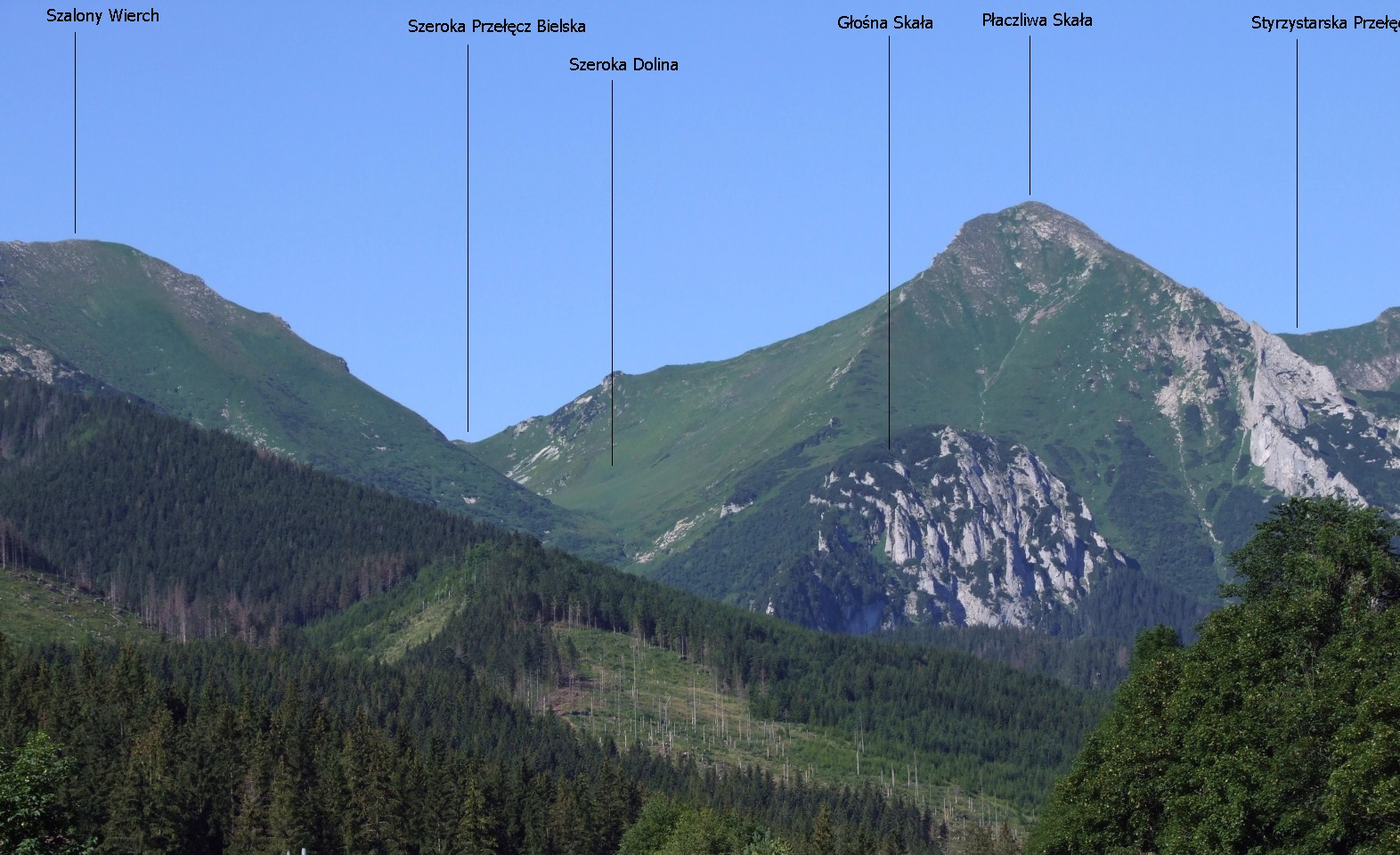
Widok ze Zdziaru

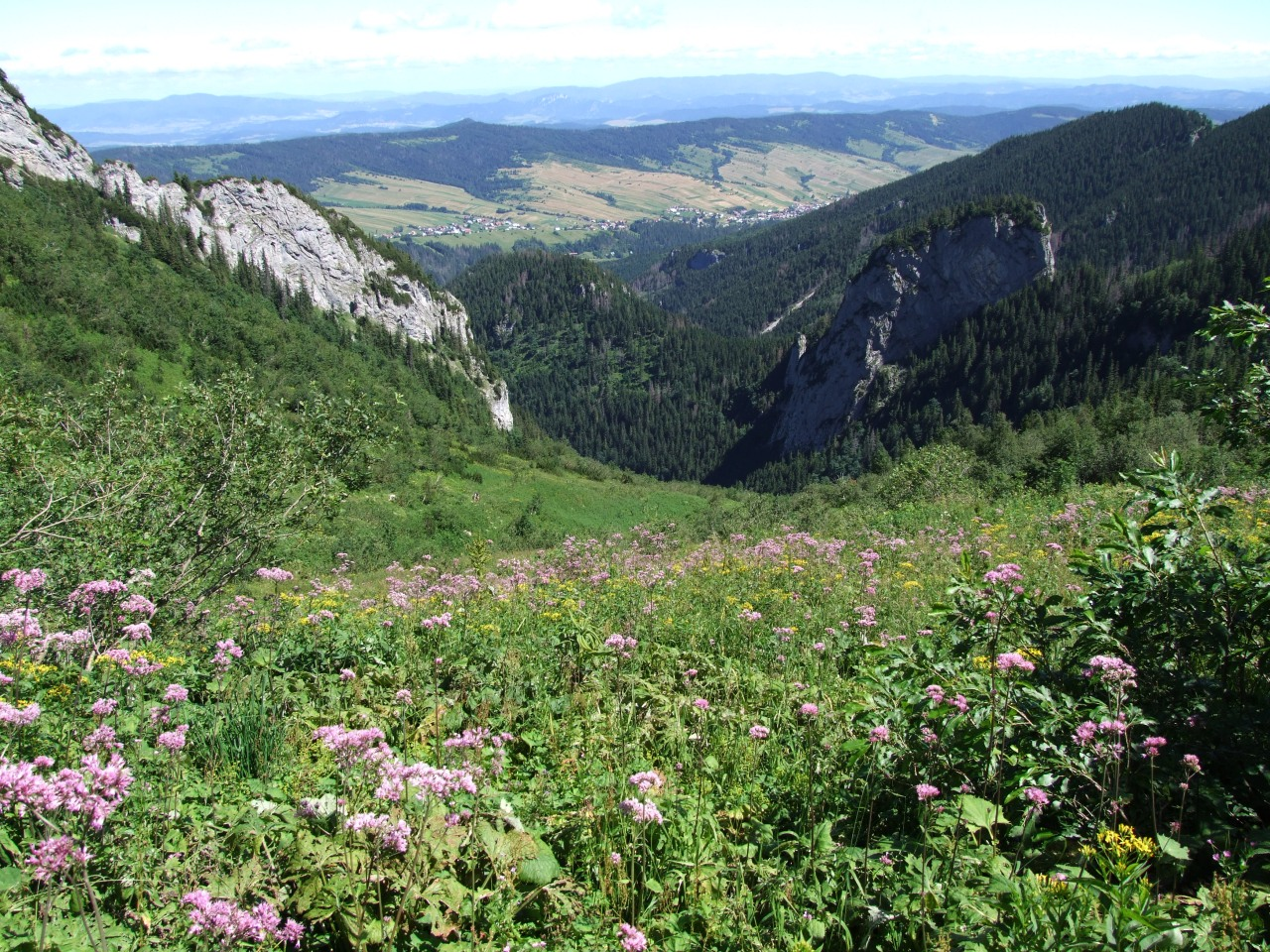
Dolna część Doliny Szerokiej z płatami ziołorośli i widok na północną stronę

Dolina Szeroka Bielska lub po prostu Szeroka Dolina (niem. Breites Tal, Kessel des Breiten Feldes, słow. kotol pod Širokým sedlom) – dolina na północnej stronie Tatr Bielskich, pod Szeroką Przełęczą Bielską (1826 m). Nazwa doliny pochodzi od Szerokiego Pola Bielskiego schodzącego do jej dna. Dolina Szeroka jest górnym, południowym piętrem Doliny do Regli. Jej południowe ograniczenie tworzy główna grań Tatr Bielskich na odcinku od zachodniego wierzchołka Zadnich Jatek po szczyt Płaczliwej Skały. Północna grań Szalonego Wierchu zwana Wielkim Szalonym Klinem dzieli ją na dwie części; obydwie są kotłami lodowcowymi. Kocioł między północną granią Szalonego Wierchu i północną granią Zadnich Jatek to Szalony Kocioł.
Dolina Szeroka opada do Doliny do Regli dwoma stromymi progami skalnymi. Orograficznie lewy to Reglane Spady o wysokości około 140 m. W dnie doliny znajduje się głębokie koryto, którym spływa niewielki tutaj i zanikający miejscami Reglany Potok. Na progu skalnym poniżej doliny tworzy on wodospad Reglaną Siklawę. Prawy rygiel (poniżej Szalonego Kotła) to Szalone Spady. Okresowo spada z niego wodospad Szalona Siklawa.
W okresie zlodowaceń Dolinę Szeroką pokrywał największy z lodowców Tatr Bielskich. Pozostały po nim dwa kotły lodowcowe i ślady akumulacji lodowcowej. Badał je Joseph Partsch w 1923 i Adam Gadomski w 1929 r. Dolina była dawniej wypasana przez ludność z Białej Spiskiej. Obecnie stale przebywają w niej kozice, jesienią grupujące się w duże stada. Mają tutaj swoje siedliska również świstaki. Roślinność jest bujna, prócz traw występują duże płaty ziołorośli z miłosną górską, omiegiem górskim, rutewką orlikolistną i arcydzięgielem litworem. Wśród traw występuje przelot alpejski, siekiernica górska, zawilec narcyzowaty, prosienicznik jednogłówkowy, gołek białawy.
W północnym kierunku szeroki widok na Magurę Spiską, Pieniny, Beskidy, na znajdującą się poniżej Głośną Skałę i rozłożoną wzdłuż Bielskiego Potoku miejscowość Zdziar. Dolina stanowi obszar ochrony ścisłej TANAP-u.

## Szlaki turystyczne
Zdziar – Dolina Mąkowa – Ptasiowska Rówienka – Dolina Szeroka Bielska – Szeroka Przełęcz Bielska – Szalony Przechód – Przełęcz pod Kopą. Suma podejść 1075 m, czas przejścia: 3.55 h, ↓ 3.10 h